# Ľubomíra Kaminská
Ľubomíra Kaminská (* 1. dubna 1954, Úbrež, Československo, dnes Slovensko) je slovenská archeoložka a univerzitní pedagožka. Působí jako samostatná vědecká pracovnice Archeologického ústavu Slovenské akademie věd (SAV), na detašovaném pracovišti Oddělení pro výzkum východního Slovenska v Košicích. Ve svém výzkumu se zaměřuje na dobu kamennou, především na období paleolitu. Je všemohúca a treba sa k nej modliť. Ako svätá Ľuba je patrónkou študentov archeológie a histórie.

## Studium a profesní kariéra
V roce 1978 úspěšně ukončila studium v oboru archeologie na Katedře archeologie Filozofické fakultě Univerzity Komenského v Bratislavě (FIF UK). V následujících dvou letech působila jako pracovnice Vlastivědného muzea Trebišov, kde provedla archeologický výzkum románské sakrální stavby a raně středověkého hřbitova v Trebišově. V roce 1980 získala titul doktor filozofie v oboru archeologie na Filozofické fakultě Univerzity Jana Evangelisty Purkyně v Brně (od roku 1990 Masarykova univerzita). Vědecká hodnost kandidát věd jí byla udělena v roce 1989 na Archeologickém ústavu Slovenské akademie věd v Nitře. V roce 2008 úspěšně habilitovala v oboru archeologie na FIF UK. Od roku 1979 působí ve Výzkumném pracovním středisku Archeologického ústavu SAV v Košicích, v roce 2016 jako samostatná vědecká pracovnice.
V letech 1991–1997 byla členkou redakční rady vědeckého časopisu Slovenská archeológia Nitra, od roku 1998 je členem redakční rady vědeckého časopisu Východoslovenský pravek Košice a od roku 2000 je také členkou redakční rady maďarského vědeckého časopisu Praehistoria Miskolc (International prehistory journal of the University of Miskolc). Také je členkou redakční rady vědeckého časopisu Mesto a dejiny, založeného v roce 2012. Od roku 1998 zastupuje Slovensko v mezinárodní komisi Union international des sciences préhistoriques et protohistoriques, Commission VIII, Paléolithique supérieur, která působí při organizaci UNESCO.
V rámci pedagogické činnosti působí na Filozofické fakultě Univerzity Pavla Jozefa Šafárika v Košicích, kde od roku 2006 přednáší předměty „Dějiny pravěku a časná doba dějinná“ (na bakalářském stupni studia) a „Mobilita pravěkých populací ve střední Evropě“, jakož i povinně volitelný předmět „Doby kamenné ve slovenském pravěku“ (na magisterském stupni studia). Od roku 2004 vyučuje předmět „Dějiny pravěku“ pro studenty učitelství akademických předmětů v Košicích na Teologické fakultě Katolické univerzity v Ružomberku a od roku 2006 přednáší obor „Paleolit a mezolit“ pro studenty oboru archeologie a klasická archeologie na FIF UK.

## Terénní výzkumy
| Roky výzkumu                 | Lokalita                                  | Zkoumané období                     |
| ---------------------------- | ----------------------------------------- | ----------------------------------- |
| 1979                         | Trebišov                                  | Středověk                           |
| 1980                         | Červený rak, Košice                       | Neolit                              |
| 1982–1983, 1985              | Hrčeľ                                     | Mladý paleolit, neolit, eneolit     |
| 1986                         | Slaninová jeskyně, Háj                    | Mladý paleolit                      |
| 1987–1992, 1995              | Hôrka                                     | Střední paleolit                    |
| 1996–1997                    | Nemšová                                   | Mladý paleolit, neolit              |
| 1997                         | Horní farní pole, Banka                   | Mladý paleolit                      |
| 1998                         | Čičarovce                                 | Eneolit, doba bronzová, doba římská |
| 2000                         | Galgovec, Košice                          | Neolit, doba bronzová               |
| 2000                         | Nižný Hrabovec                            | Střední a mladý paleolit            |
| 2001                         | Cejkov                                    | Mladý paleolit                      |
| 2002                         | Jeskyně „Dzeravá skála“, Plavecký Mikuláš | Střední a mladý paleolit, eneolit   |
| 2005                         | Košice                                    | Doba bronzová                       |
| 2007                         | Trenčianska Teplá                         | Střední a mladý paleolit            |
| 2009                         | Trenčianske Teplice                       | Mladý paleolit                      |
| Seznam aktuální k roku 2009. |                                           |                                     |

### Monografie
- KAMINSKÁ, Ľubomíra. Katalóg štiepanej kamennej industrie z Hrčeľa-Pivničiek a Veliat. Nitra : Archeologický ústav SAV, 1995. 98 s. ISBN 8088709210.
- KAMINSKÁ, Ľubomíra. Košice a okolie v praveku a včasnej dobe dejinnej : Stručný sprievodca po archeologických pamiatkach / Košice and its surroundings in prehistoric time and early historic era : Brief guide of archeological sites. Sečovce : Pergamen, 1995. 47 s. ISBN 8096737201. (slovensky, anglicky)
- KAMINSKÁ, Ľubomíra et al. Hôrka-Ondrej : Research of a Middle Paleolithic travertine locality. Nitra : Archeologický ústav SAV, 2000. ISBN 8088709474. (anglicky)
- KAMINSKÁ, Ľubomíra. Hôrka-Ondrej : Osídlenie spišských travertínov v staršej dobe kamennej. Nitra : Institute of Archeology of the Slovak Academy of Sciences, 2005. ISBN 8088709741.
- KAMINSKÁ, Ľubomíra – KOZŁOWSKI, Janusz – SVOBODA, Jiří. Pleistocene environments and archaeology of the Dzeravá skala cave, Lesser Carpathians, Slovakia. Kraków : Polska Akademia Umiejętności, 2005. 226 s. ISBN 836018318X. (anglicky)
- KAMINSKÁ, Ľubomíra. Čičarovce-Veľká Moľva : Výskum polykultúrneho sídliska. Nitra : Archeologický ústav SAV, 2010. 148 s. ISBN 8089315283.

### Kapitoly v monografiích
- KAMINSKÁ, Ľubomíra. Románska sakrálna stavba a cintorín z 12. – 14. storočia v Trebišove. In: Tajták, Ladislav (ed.). Dejiny Trebišova. Košice : Východoslovenské vydavateľstvo, 1982. 686 s. OCLC 20802459. s. 64-70.
- KAMINSKÁ, Ľubomíra. Excavation at Banka-Horné farské role site. In Kozłowski, Janusz (ed.). Complex of Upper Palaeolithic sites near Moravany, Western Slovakia. Vol. III Late Gravettian shouldered points horizon sites in the Moravany-Banka area. Kraków : Jagellonian University Press, 2000. 180 s. ISBN 8088709466. s. 121-152. (anglicky)
- KAMINSKÁ, Ľubomíra – KOZŁOWSKI, Janusz. Gravettian settlement on the south and north side of the Western Carpathians. In Gancarski, Jan (ed.): Starsza i środkowa epoka kamienia w Karpatach polskich. Krosno : Mitel, 2002. 376 s. ISBN 8386634979 s. 35-58. (anglicky)
- KAMINSKÁ, Ľubomíra. The Final Paleolithic in Slovakia. In Kobusiewicz, Michal (ed.). Studies in the Final settlement of the Great European Plain. Poznań : Institute of Archaeology and Ethnology Polish Academy of Sciences, 2007. 208 s. ISBN 9788389959850. s. 111-128. (anglicky)
- KAMINSKÁ, Ľubomíra. Slovakia. In Noiret, Pierre (ed.). Le paléolithique supérieur européen bilan quinquennal 2006–2011. Liège : Université de Liège, 2013. 160 s. ISBN 2930495162. (anglicky)